# Aleksander Ivanovič Cvilenjev
Aleksander Ivanovič Cvilenjev (rusko Александр Иванович Цвиленев), ruski general, * 1769, † 1824.
Bil je eden izmed pomembnejših generalov, ki so se borili med Napoleonovo invazijo na Rusijo; posledično je bil njegov portret dodan v Vojaško galerijo Zimskega dvorca.

## Življenje
Pri 15. letih je vstopil v Semjonovski polk, s katerim se je udeležil bojev proti Švedom. Zaradi zaslug je bil 1. januarja 1790 povišan v stotnika in premeščen v Belozerski pehotni polk. Čez tri leta je bil premeščen v Moskovski grenadirski polk, s katerim se je udeležil bojev proti Poljakom leta 1794. 
17. maja 1799 je bil kot major imenovan za poveljnika Pavlovskega grenadirskega polka, s katerim se je udeležil nizozemske kampanje. 12. oktobra 1800 je bil povišan v polkovnika.23. marca 1806 je bil imenovan za poveljnika Novoingermanlandskega mušketirskega polka, s katerim se je udeležil vojne proti Turkom (1807-11). Zaradi uspešnih bojev (še posebej v Srbiji) je bil 25. septembra 1810 povišan v generalmajorja.
Med veliko patriotsko vojno je sprva poveljeval polku, nato pa 2. brigadi 1. grenadirske divizije. Po vojni je postal poveljnik 11. pehotne divizije. 30. avgusta 1815 je bil povišan v generalporočnika.